# Maqlouba

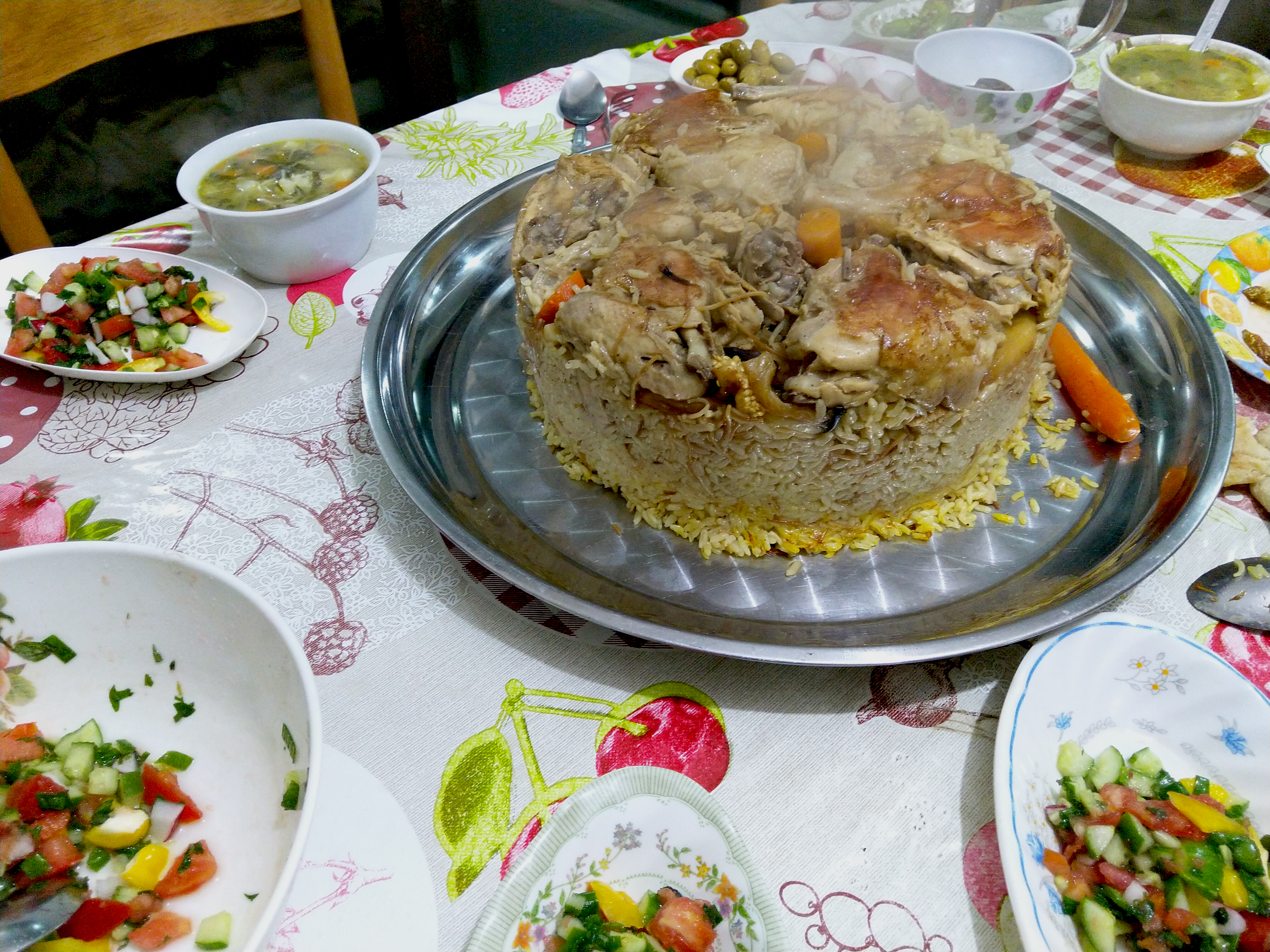

Maqlouba, ook geschreven als maqluba of maqloubeh is een gerecht uit de Levant dat wordt gezien als een nationaal gerecht van Palestina. Er bestaan echter varianten in grote delen van het Midden-Oosten, waaronder Jordanië, Syrië en Irak. Het gerecht bestaat uit gefrituurde of geroosterde groenten en rijst, eventueel met vlees of vis. Het geheel wordt overgoten met bouillon en gestoofd. Als alles gaar is, wordt het geheel omgekeerd op een serveerschaal.

## Ingrediënten
Kenmerkend voor het gerecht is eerder de bereidingswijze dan de ingrediënten. Daarin is dan ook een grote variatie: Kip wordt veel gebruikt in maqlouba, maar ook lams- en geitenvlees of combinaties zijn mogelijk. In kustgebieden zijn varianten met vis of zeevruchten ontstaan. De hoofdrol in het gerecht is voor de groenten, met een waaier aan mogelijkheden. Bloemkool, aubergines, uien en tomaten komen het meest voor, maar ook paddenstoelen, bleekselderij, wortelen, kikkererwten, snijbonen, aardappelen, courgette, pompoen en paprika. Er bestaan kruidenmengsels voor maqlouba. Veel gebruikte kruiden zijn kaneel, kurkuma, piment, komijn, korianderzaad, kardemom en laurierblad.
Een laagje tomaten onder in de pan wordt gebruikt om aanzetten of aanbranden te voorkomen. Om alle laagjes gelijkmatig te garen en het omkeren te vergemakkelijken, wordt gewoonlijk een lage, brede pan gebruikt.

## Benaming
Maqlouba is Arabisch voor omgekeerd.